# Parwati
Parwati är en sjö i Antarktis. Den ligger i Östantarktis. Norge gör anspråk på området. Parwati ligger 123 meter över havet. Den ligger vid sjöarna  Shel'fovoe Kamala Sunanda och Karovoevatnet.
I övrigt finns följande vid Parwati:
- Kamala (en sjö)
- Sunanda (en sjö)